# ТЕС Lőrinc
47°43′2″ пн. ш. 19°40′39″ сх. д. / 47.71722° пн. ш. 19.67750° сх. д.
ТЕС Lőrinc — теплова електростанція в Угорщині у медьє Гевеш (північ країни).
Наприкінці 20 століття в Угорщині для покриття пікових навантажень у енергосистемі спорудили кілька газотурбінних електростанцій, які могли невдовзі після запуску видавати струм до мережі. Однією з них стала ТЕС у Lőrinc, споруджена на місці закритої ТЕС Mátravidéki. Тут в 2000-му стала до ладу одна встановлена на роботу у відкритому циклі газова турбіна виробництва Siemens номінальною потужністю 148 МВт (максимальна потужність 170 МВт).
Як паливо турбіна використовує нафтопродукти.